# 宮脇明子
宮脇 明子（みやわき あきこ、1958年11月26日 - ）は、日本の漫画家。広島県三原市出身。女性。代表作『ヤヌスの鏡』はテレビドラマ化された。同じく漫画家の道原かつみとは小学校の同級生である。
2009年、広島県三原市のふるさと大使に任命される。

## 作品リスト
- ヤヌスの鏡
- 名探偵保健室のオバさん
- 運命の恋人
- 金と銀のカノン
- 蒼い十字路
- ナービー－死霊の館－
- ブラディ・ローズ－血のバラ－
- イノセント
- 砂の方舟
- ケイコさんご用心!!
- バースディプレゼント
- 人魚伝説
- ダイエットは殺しの暗号!?
- ひみつのルミちゃん
- リー インカーネーション -さよなら平田くん-
- 黄昏舞踏倶楽部
- 流れ庭師仁和左衛門
- 橫花一朝の夢 - 昭和の天一坊と呼ばれた男
- ネロ〜Noir〜（2012年、Bbmfマガジン、ISBN 978-4766335781）
  - 『フランダースの犬』の主人公ネロ少年が一命を取りとめて成長し、自分らを追いつめた村人たちに復讐を行うピカレスク漫画である。